# Personality
"Personality" is een nummer van de Amerikaanse muzikant Lloyd Price. Het verscheen op zijn album Mr. "Personality" uit 1959. In april van dat jaar werd het uitgebracht als de eerste single van het album.

## Achtergrond
"Personality" is geschreven door Price en Harold Logan en geproduceerd door Alfred Lion. Het is een van de grootste hits uit de carrière van Price. Het bereikte de tweede plaats in de Amerikaanse Billboard Hot 100, waarin het enkel door "The Battle of New Orleans" van Johnny Horton van de nummer 1-positie werd gehouden. Het werd wel een nummer 1-hit in de Amerikaanse r&b-lijsten, een positie waar het vier weken bleef staan. Het groeide in de Verenigde Staten uit tot de op twee na grootste hit van 1959. Ook in andere landen kende de single succes, met een negende plaats in de Britse UK Singles Chart en een nummer 1-positie in Australië. In Nederland piekte de plaat op de derde plaats in de hitlijst van het tijdschrift Muziek Parade, een voorloper van de Single Top 100, terwijl het in Vlaanderen eveneens de derde plaats in een voorloper van de Ultratop 50 behaalde.
Er bestaan een aantal covers van "Personality". Anthony Newley bereikte in juni 1959 de zesde plaats in de Britse hitlijsten met zijn versie. Een Franse versie door Sacha Distel met de titel "Personnalités" behaalde datzelfde jaar de nummer 1-positie in een voorloper van de Waalse Ultratop 50. Een Italiaanse versie door Caterina Valente, getiteld "Personalità", werd in haar thuisland een grote hit in 1960. In 1967 behaalde Mitch Ryder plaats 87 in de Billboard Hot 100 met een liveversie van het nummer in een medley met "Chantilly Lace". Daarnaast stond de originele versie van het nummer in 2011 op de soundtrack van de film The Help.

## Hitnoteringen

### Muziek Parade
| Hitnotering: juli 1959 t/m februari 1960 | Hitnotering: juli 1959 t/m februari 1960 | Hitnotering: juli 1959 t/m februari 1960 | Hitnotering: juli 1959 t/m februari 1960 | Hitnotering: juli 1959 t/m februari 1960 | Hitnotering: juli 1959 t/m februari 1960 | Hitnotering: juli 1959 t/m februari 1960 | Hitnotering: juli 1959 t/m februari 1960 | Hitnotering: juli 1959 t/m februari 1960 | Hitnotering: juli 1959 t/m februari 1960 |
| Maand                                    | 1                                        | 2                                        | 3                                        | 4                                        | 5                                        | 6                                        | 7                                        | 8                                        |                                          |
| ---------------------------------------- | ---------------------------------------- | ---------------------------------------- | ---------------------------------------- | ---------------------------------------- | ---------------------------------------- | ---------------------------------------- | ---------------------------------------- | ---------------------------------------- | ---------------------------------------- |
| Nummer                                   | 13                                       | 9                                        | 3                                        | 4                                        | 6                                        | 9                                        | 10                                       | 16                                       | uit                                      |

### NPO Radio 2 Top 2000
| Nummer met noteringen in de NPO Radio 2 Top 2000 | '99  | '00  | '01  | '02  | '03  |
| ------------------------------------------------ | ---- | ---- | ---- | ---- | ---- |
| Personality                                      | 1807 | 1575 | 1922 | 1945 | 1744 |

1. ↑  Een vetgedrukt getal geeft de hoogste notering aan.
2. ↑  Deze tabel is bijgewerkt tot en met de laatste editie (2024).